# Volleyball Club Dresden 2014-2015
Questa voce raccoglie le informazioni riguardanti il Volleyball Club Dresden nelle competizioni ufficiali della stagione 2014-2015.

## Organigramma societario
Area direttiva
- Presidente: Jens Drummer

Area organizzativa
- Team manager: Frank-Uwe Stark

Area tecnica
- Allenatore: Zoran Nikolić
- Allenatore in seconda: Stefan Thormeyer
- Scout man: Maik Steuer

Area sanitaria
- Medico: Thomas Schuhmacher
- Preparatore atletico: Tell Wollert
- Fisioterapista: Bert Krüger

## Rosa
| N° | Nome                   | Ruolo | Data di nascita   | Nazionalità sportiva |
| -- | ---------------------- | ----- | ----------------- | -------------------- |
| 2  | Robert Went            | L     | 13 maggio 1990    | Germania             |
| 4  | Martin Kroß            | S     | 12 aprile 1993    | Germania             |
| 6  | Adrian Szlubowski      | S/O   | 6 maggio 1988     | Polonia              |
| 7  | Tino Walter            | S     | 5 febbraio 1988   | Germania             |
| 9  | Santino Rost           | P     | 26 giugno 1990    | Germania             |
| 10 | Miroslav Vrban         | C     | 28 gennaio 1991   | Serbia               |
| 11 | Alan Wasilewski        | C     | 23 luglio 1991    | Polonia              |
| 12 | Christian Heymann      | C     | 20 settembre 1986 | Germania             |
| 13 | Florian Hecht          | C     | 30 maggio 1993    | Germania             |
| 14 | Aleksandar Veselinović | S     | 27 gennaio 1990   | Serbia               |
| 15 | Nicolas Marks          | S     | 23 settembre 1994 | Germania             |
| 17 | Ole Schwerin           | P     | 3 novembre 1993   | Germania             |